# Fredson Tavares
Fock, właśc. Fredson Jorge Ramos Tavares (ur. 25 lipca 1982 na São Vicente)– kabowerdeński piłkarz grający na pozycji bramkarza. Od 2017 roku jest zawodnikiem klubu Batuque.

## Kariera klubowa
Swoją karierę piłkarską Fock rozpoczął klubie Real Júnior Tarrafal. Zadebiutował w nim w 2002 roku. W 2004 roku odszedł do Sportingu Praia. W sezonach 2005/2006 i 2006/2007 wywalczył z nim dwa mistrzostwa Republiki Zielonego Przylądka. Latem 2007 przeszedł do CS Mindelense. W sezonie 2008/2009 wygrał z nim mistrzostwo wyspy São Vicente.
Latem 2010 roku Fock został zawodnikiem hiszpańskiego klubu grającego w Segunda División B, AD Ceuta. Po roku gry w nim odszedł do Batuque FC. Z kolei w 2012 roku został zawodnikiem angolskiego Petro Atlético. W 2012 roku zdobył z nim Puchar Angoli.

## Kariera reprezentacyjna
W reprezentacji Republiki Zielonego Przylądka Fock zadebiutował w 2009 roku. W 2013 roku został powołany do kadry na Puchar Narodów Afryki 2013.